# Campeonato Mundial de Remo de 2009
El XXXIX Campeonato Mundial de Remo se celebró en Poznań (Polonia) entre el 23 y el 30 de agosto de 2009 bajo la organización de la Federación Internacional de Sociedades de Remo (FISA) y la Federación Polaca de Remo.
Las competiciones se realizaron en el canal de regatas del lago Malta.

## Medallistas

### Masculino
| Evento                                 | Oro | Plata | Bronce |
| -------------------------------------- | --- | --- | --- |
| Scull individual M1X (29.08)           | Mahé Drysdale Nueva Zelanda 6:33,35 | Alan Campbell Reino Unido 6:34,30 | Ondřej Synek · República Checa · 6:38,53 |
| Doble scull M2X (29.08)                | Eric Knittel · Stephan Krüger · Alemania · 6:07,02 | Julien Bahain Cédric Berrest Francia 6:07,82 | Allar Raja Kaspar Taimsoo Estonia 6:07,86 |
| Cuatro scull M4X (30.08)               | Konrad Wasielewski · Marek Kolbowicz · Michał Jeliński · Adam Korol · Polonia · 5:38,33                                                                                        | Nick Hudson Jared Bidwell David Crawshay Daniel Noonan Australia 5:39,63 | Tim Grohmann · Karsten Brodowski · Marcel Hacker · Tim Bartels · Alemania · 5:39,85 |
| Dos sin timonel M2- (29.08)            | Eric Murray Hamish Bond Nueva Zelanda 6:15,93 | Peter Reed Andrew Triggs Hodge Reino Unido 6:17,45 | Nikólaos Guntulas · Apóstolos Guntulas · Grecia · 6:23,01 |
| Dos con timonel M2+ (30.08)            | Troy Kepper Henrik Rummel Marcus McElhenney (t) Estados Unidos 6:53,58 | Jakub Makovička · Václav Chalupa · Oldřich Hejdušek (t) · República Checa · 6:54,58                                                                                              | Philipp Naruhn · Florian Eichner · Tim Berent (t) · Alemania · 6:55,44 |
| Cuatro sin timonel M4- (29.08)         | Alexander Partridge Richard Egington Alexander Gregory Matthew Langridge Reino Unido 5:47,28                                                                                   | Matthew Ryan James Marburg Cameron McKenzie-McHarg Francis Hegerty Australia 5:49,20                                                                                             | Tomaž Pirih Rok Rozman Rok Kolander Miha Pirih Eslovenia 5:51,11 |
| Ocho con timonel M8+ (30.08)           | Urs Käufer · Gregor Hauffe · Florian Mennigen · Kristof Wilke · Richard Schmidt · Filip Adamski · Toni Seifert · Sebastian Schmidt · Martin Sauer (t) · Alemania · 5:24,13     | Steven Van Knotsenburg · Gabriel Bergen · Robert Gibson · Douglas Csima · Malcolm Howard · Andrew Byrnes · James Dunaway · Derek O'Farrell · Mark Laidlaw (t) · Canadá · 5:27,15 | Meindert Klem · Robert Lücken · David Kuiper · Jozef Klaassen · Olivier Siegelaar · Mitchel Steenman · Olaf van Andel · Diederik Simon · Peter Wiersum (t) · Países Bajos · 5:28,32                          |
| Scull individual ligero LM1X (30.08)   | Duncan Grant Nueva Zelanda 6:50,78 | Vasileios Polymeros · Grecia · 6:52,23 | Mads Rasmussen Dinamarca 6:56,25 |
| Doble scull ligero LM2X (30.08)        | Storm Uru Peter Taylor Nueva Zelanda 6:10,62 | Jérémie Azou Frédéric Dufour Francia 6:12,57 | Marcello Miani · Elia Luini · Italia · 6:15,08 |
| Cuatro scull ligero LM4X (30.08)       | Franco Sancassani · Daniele Gilardoni · Lorenzo Bertini · Stefano Basalini · Italia · 5:47,50                                                                                  | Knud Lange · Lars Wichert · Felix Övermann · Michael Wieler · Alemania · 5:49,89                                                                                                 | Hans Christian Sørensen Christian Nielsen Rasmus Quist Andreas Rambøl Dinamarca 5:51,67 |
| Dos sin timonel ligero LM2- (30.08)    | Fabien Tilliet Jean-Christophe Bette Francia 6:29,63 | Andrea Caianiello · Armando Dell'Aquila · Italia · 6:31,40 | Nenad Babović Miloš Tomić Serbia 6:31,58 |
| Cuatro sin timonel ligero LM4- (30.08) | Matthias Schömann-Finck · Jost Schömann-Finck · Jochen Kühner · Martin Kühner · Alemania · 5:50,77                                                                             | Christian Pedersen Jens Vilhelmsen Kasper Jørgensen Morten Jørgensen Dinamarca 5:51,02                                                                                           | Łukasz Pawłowski · Łukasz Siemion · Miłosz Bernatajtys · Paweł Rańda · Polonia · 5:52,70 |
| Ocho con timonel ligero LM8+ (30.08)   | Luigi Scala · Davide Riccardi · Livio La Padula · Martino Goretti · Emiliano Ceccatelli · Gennaro Gallo · Jiří Vlček · Bruno Mascarenhas · Andrea Lenzi (t) · Italia · 5:33,92 | John Dise Kenneth McMahon Ryan Fox Andrew Diebold Anthony Fahden Mathew Muffelman James Sopko Matthew Kochem Kerry Quinn (t) Estados Unidos 5:37,15                              | Thom van den Anker · Diederick van den Bouwhuijsen · Maarten Tromp · Jolmer van der Sluis · Stijn Verwey · Rutger Bruil · Dion van Schie · Joeri Bruschinski · Ryan den Drijver (t) · Países Bajos · 5:39,69 |

### Femenino
| Evento                               | Oro | Plata | Bronce |
| ------------------------------------ | --- | --- | --- |
| Scull individual W1X (29.08)         | Yekaterina Karsten · Bielorrusia · 7:11,78 | Katherine Grainger Reino Unido 7:13,57 | Miroslava Knapková · República Checa · 7:16,22 |
| Doble scull W2X (29.08)              | Magdalena Fularczyk · Julia Michalska · Polonia · 6:47,18 | Anna Bebington Annabel Vernon Reino Unido 6:48,82 | Rumiana Neikova Miglena Markova Bulgaria 6:50,16 |
| Cuatro scull W4X (30.08)             | Svitlana Spiriujova · Tetiana Kolesnikova · Anastasiya Kozhenkova · Yana Dementieva · Ucrania · 6:18,41                                                              | Megan Walsh Stesha Carle Sarah Trowbridge Kathleen Bertko Estados Unidos 6:21,54 | Annekatrin Thiele · Peggy Waleska · Stephanie Schiller · Christiane Huth · Alemania · 6:24,27                                                                                              |
| Dos sin timonel W2- (29.08)          | Zsuzsanna Francia Erin Cafaro Estados Unidos 7:06,28 | Camelia Lupașcu · Nicoleta Albu · Rumania · 7:06,64 | Emma-Jane Feathery Rebecca Scown Nueva Zelanda 7:06,94 |
| Cuatro sin timonel W4- (29.08)       | Chantal Achterberg · Nienke Kingma · Carline Bouw · Femke Dekker · Países Bajos · 6:31,34                                                                            | Amanda Polk Jamie Redman Eleanor Logan Esther Lofgren Estados Unidos 6:36,01 | Sarah Waterfield · Sandra Kisil · Jennifer Tuters · Emma Darling · Canadá · 6:36,87 |
| Ocho con timonel W8+ (30.08)         | Erin Cafaro Mara Allen Laura Larsen-Strecker Zsuzsanna Francia Anna Goodale Lindsay Shoop Caroline Lind Katherine Glessner Katelin Snyder (t) Estados Unidos 6:05,34 | Roxana Cogianu · Ionelia Neacșu · Maria Diana Bursuc · Ioana Crăciun · Adelina Cojocariu · Nicoleta Albu · Camelia Lupașcu · Enikő Barabás · Talida-Teodora Gîdoiu (t) · Rumania · 6:06,94 | Nienke Groen · Claudia Belderbos · Jacobine Veenhoven · Sytske de Groot · Chantal Achterberg · Nienke Kingma · Carline Bouw · Femke Dekker · Anne Schellekens (t) · Países Bajos · 6:07,43 |
| Scull individual ligero LW1X (30.08) | Pamela Weisshaupt · Suiza · 7:36,23 | Laura Milani · Italia · 7:37,18 | Juliane Rasmussen Dinamarca 7:37,43 |
| Doble scull ligero LW2X (30.08)      | Jristina Yazitzidu · Alexandra Tsiavu · Grecia · 6:51,46 | Magdalena Kemnitz · Agnieszka Renc · Polonia · 6:56,65 | Hester Goodsell Sophie Hosking Reino Unido 6:56,68 |
| Cuatro scull ligero LW4X (30.08)     | Lena Müller · Helke Nieschlag · Laura Tibitanzl · Julia Kröger · Alemania · 6:32,91                                                                                  | Stephanie Cullen Laura Greenhalgh Andrea Dennis Jane Hall Reino Unido 6:35,42 | Hillary Saeger Lindsey Hochman Stefanie Sydlik Abelyn Broughton Estados Unidos 6:36,88 |

## Medallero
| Núm. | País            | Oro | Plata | Bronce | Total |
| ---- | --------------- | --- | ----- | ------ | ----- |
| 1    | Alemania        | 4   | 1     | 3      | 8     |
| 2    | Nueva Zelanda   | 4   | 0     | 1      | 5     |
| 3    | Estados Unidos  | 3   | 3     | 1      | 7     |
| 4    | Italia          | 2   | 2     | 1      | 5     |
| 5    | Polonia         | 2   | 1     | 1      | 4     |
| 6    | Reino Unido     | 1   | 5     | 1      | 7     |
| 7    | Francia         | 1   | 2     | 0      | 3     |
| 8    | Grecia          | 1   | 1     | 1      | 3     |
| 9    | Países Bajos    | 1   | 0     | 3      | 4     |
| 10   | Bielorrusia     | 1   | 0     | 0      | 1     |
| 10   | Suiza           | 1   | 0     | 0      | 1     |
| 10   | Ucrania         | 1   | 0     | 0      | 1     |
| 13   | Australia       | 0   | 2     | 0      | 2     |
| 13   | Rumania         | 0   | 2     | 0      | 2     |
| 15   | Dinamarca       | 0   | 1     | 3      | 4     |
| 16   | República Checa | 0   | 1     | 2      | 3     |
| 17   | Canadá          | 0   | 1     | 1      | 2     |
| 18   | Bulgaria        | 0   | 0     | 1      | 1     |
| 18   | Eslovenia       | 0   | 0     | 1      | 1     |
| 18   | Estonia         | 0   | 0     | 1      | 1     |
| 18   | Serbia          | 0   | 0     | 1      | 1     |
|      | TOTAL           | 22  | 22    | 22     | 66    |